# Новолитовск
Новолито́вск — село в Партизанском районе Приморского края. Административный центр Новолитовского сельского поселения.

## География
Село Новолитовск стоит на правом берегу реки Литовка (впадает в залив Восток Японского моря).
Село Новолитовск расположено на автотрассе Угловое — Находка между посёлком Волчанец и собственно городом Находка. Расстояние по трассе до Находки — около 12 км, расстояние до районного центра Владимиро-Александровское — 24 км.
От села Новолитовск на север идёт дорога к Кирилловке и к Васильевке.

## История
Основано в 1889 году. Село Ново-Литовское входило в Ново-Литовскую волость Ольгинского уезда.

## Население
| 1898 | 1900 | 1912 | 1915 | 2002 | 2010 |
| ---- | ---- | ---- | ---- | ---- | ---- |
| 110  | ↘61  | ↗139 | ↗220 | ↗816 | ↘695 |

## Улицы
- ул. Гастелло,
- ул. Матросова,
- ул. Полевая,
- ул. Речная,
- ул. Черняховского.

## Экономика
Жители занимаются сельским хозяйством.

## Известные уроженцы
- Рубцов, Иван Антонович (1902—1993) — советский энтомолог и паразитолог, один из ведущих систематиков мошек и червей мермитид.